# Král a uhlíř
Král a uhlíř je druhá opera českého hudebního skladatele Antonína Dvořáka na libreto Bernarda Guldenera (1836-1877). Existuje ve dvou verzích: poté, co byla první verze z roku 1871 Prozatímním divadlem zamítnuta jako nehratelná, napsal Dvořák roku 1874 na totéž libreto zcela novou operu.

## Vznik a historie díla — 1. verze

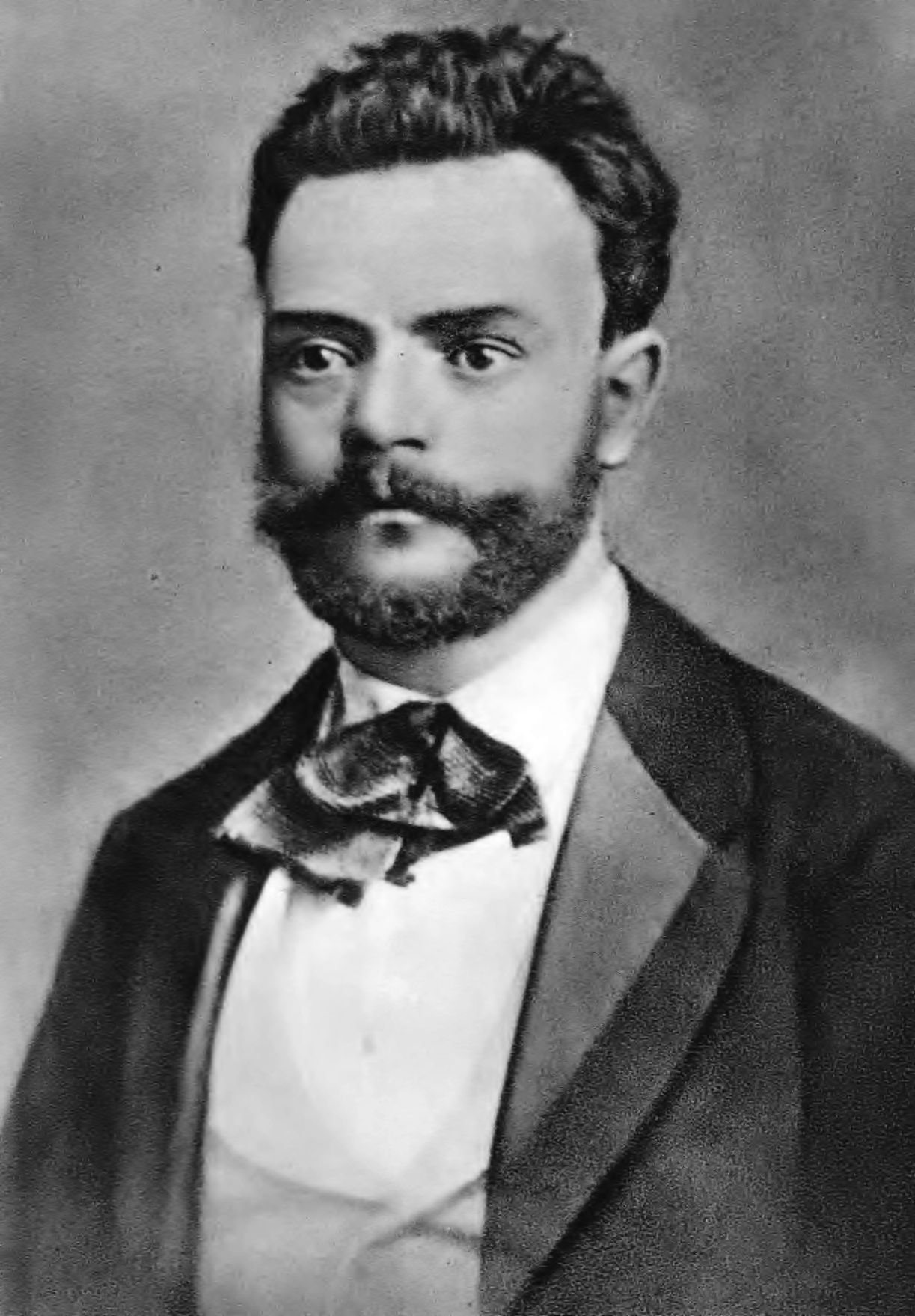
Antonín Dvořák přibližně v době
kompozice Krále a uhlíře

Ve svých třiceti letech Dvořák napsal již řadu komorních i orchestrálních skladeb včetně symfonií a opery Alfred, dosud však žádná z nich nebyla veřejně provedena. Přesto se pustil do nové opery, tentokrát výslovně určené pro české Prozatímní divadlo. Libreto mu dodal nepříliš známý básník a dramatik Bernard Guldener, píšící pod pseudonymem Bernard J. Lobeský. Vycházelo ze známé hry pro loutkové divadlo Posvícení v Hudlicích, kterou znal Guldener pravděpodobně ve zpracování pocházejícího ze souboru děl Matěje Kopeckého vydaného roku 1862; jejím autorem je však nejspíš Prokop Konopásek. Námět zpracovává tradiční látku o panovníkovi, který v přestrojení poznává život svých poddaných — to mimo jiné umožňuje vyobrazit různá sociální prostředí, čehož Dvořák při zhudebnění plně využil. Děj je z původní doby knížete Oldřicha přenesen do bližší (a hudebně lépe charakterizovatelné) doby panování krále Matyáše (1611-1619). Guldenerovo libreto sice stojí dramatickou stavbou i konkrétním jazykovým vyjádřením na nízké úrovni, jak ostatně konstatovala i soudobá kritika, přesto však skladateli poskytlo alespoň živé postavy a barvité situace.
Dvořák libreto zhudebnil v souladu se svými tehdejšími názory, které se značně opíraly o vzor Richarda Wagnera. Wagnerova díla v té době nebyla hrána v českém Prozatímním divadle — šéf opery Bedřich Smetana sice Wagnera obdivoval, nepovažoval však podmínky Prozatímního divadla za vhodné pro provozování jeho oper. Hrála se zato v německém Stavovském divadle. Kompozici Krále a uhlíře nejvíce ovlivnili Wagnerovi Mistři pěvci norimberští, kteří byli v Praze poprvé uvedeni právě roku 1871.
Dvořák začal práci na opeře patrně v dubnu roku 1871 a partituru dokončil 20. prosince 1871. Tato verze nese v Burghauserově katalogu označení B21. Dvořák ji ihned zadal Prozatímnímu divadlu. Šéf opery, Bedřich Smetana, se o práci vyjádřil: Je to vážná práce, plná geniálních nápadů, ale myslím, že k provedení nedojde. Nicméně 14. dubna 1872 provedl koncertně alespoň předehru, která se setkala s příznivým ohlasem. Nastudování opery se však oddalovalo, k Dvořákovu rozčarování, a Smetanovi bylo neuvedení opery jeho kritiky vytýkáno. Koncem roku 1873, pod dojmem velkého úspěchu Dvořákova hymnu Dědicové Bílé hory, se nakonec Král a uhlíř začal zkoušet, zkoušky však nepokročily za první jednání. Členové orchestru, sbor i zpěváci považovali své party za nehratelné. Václav Juda Novotný popisuje zkoušky takto:
Opera byla zadána, rozepsána, počalo se pilně se studováním partií, však nechtělo to vše jaksi kupředu: každý sólista naříkal si na nesnadnost a nevděčnost partií a sboru nechtěly melodie Dvořákovy nijak do hlavy — vše, co bylo po Dvořákově opeře určeno k provedení, se tím zdržovalo, každý s nechutí šel do zkoušek, poněvadž byl ve svém nitru přesvědčen, že marná je všechna práce, ta hudba že obliby nikdy nedojde.
Zmíněnou "neproveditelnost" Krále a uhlíře je třeba chápat v kontextu tehdejšího Prozatímního divadla, které trpělo nedostatečnými prostory i akustikou a nedostatečným, v moderním "wagnerovském" stylu neškoleným a nezkušeným hudebním i pěveckým personálem. První verze Krále a uhlíře vykazuje sice některé problémy v orchestrálním zvuku i ve vedení zpěvních partů, které pramení z Dvořákovy nezkušenosti (dosud neslyšel žádnou svou větší skladbu!), ale z hlediska moderní opery není nepřekonatelně složitá. Závažným problémem je spíše rozpor mezi náročným polyfonním zhudebněním a plytkostí a naivností libreta pocházejícího z pimprlové komedie.
Počátkem roku 1874 Dvořák, vida marnost divadelních zkoušek, partituru z Prozatímního divadla stáhl a sám později šířil, že ji zničil (jak skutečně s některými ranými díly učinil). Roku 1916, tedy několik let po Dvořákově smrti, však byla rukopisná partitura 1. a 3. dějství nalezena v pozůstalosti člena Nového německého divadla Josefa Aupěky. Roku 1928 byly rovněž nalezeny v archivu Národního divadla provozovací materiály k původnímu uvedení, ke kterému nikdy nedošlo. Na jejich základě mohlo být i zbývající dějství rekonstruováno a již 28. května 1929 byla tato první verze poprvé uvedena na jevišti, ale ve značně redukované podobě. Šest představení v Národním divadle, pod taktovkou Otakara Ostrčila a v režii Ferdinanda Pujmana, byla dlouho jedinými, při kterých tato verze zazněla.
Znovu byla tato verze uvedena v koncertním provedení na festivalu Dvořákova Praha. Symfonický orchestr Českého rozhlasu řídil Tomáš Brauner, Pražský filharmonický sbor. Zpívali: Liduška - Kateřina Kněžíková, Jeník - Richard Samek, Matyáš - Roman Hoza, Matěj - Jozef Benci, Anna - Lucie Hilscherová, Jindřich - Josef Moravec, Královna - Dana Burešová, Eva - Jana Sibera, Sekáček - Jan Šťáva, 1. lovec - Ondřej Koplík, 2. lovec - Michal Onufer

## Vznik a historie díla — 2. verze
Po stažení první verze se Dvořák ihned odhodlal k velmi neobvyklému, v dějinách hudby ojedinělému kroku: zhudebnil celé libreto znovu, bez použití jediného taktu z první verze. Poučen zkušeností s předchozím zhudebněním přistoupil ke kompozici jiným způsobem. Wagnerovy vlivy, zejména Mistrů pěvců norimberských, jsou dosud patrné, stylově se však Dvořák vrátil ke snadnějšímu slohu prací C. M. von Webera a A. Lortzinga, popřípadě francouzských autorů, větší úlohu má zapojení prvků české lidové hudby, zejména v hojných tanečních scénách. Orchestrace je mnohem střízlivější a souladnější s námětem než u první verze, také zpěvní party jsou melodičtější. Král a uhlíř ve své druhé podobě se hudebně pohybuje od dramatických částí, které upomínají na Alfreda a první verzi Krále a uhlíře, ještě více pak na pozdější Vandu, až po lidové a komické prvky, celkově vydařenější, od nichž vede cesta přímo k Tvrdým palicím a Šelmě sedlákovi. Ostatně první z těchto komických oper začal Dvořák skládat ještě v době, kdy dokončoval druhou verzi Krále a uhlíře. Dvořákův odklon od přísného sledování Wagnerova vzoru směrem ke klasičtějšímu výrazu obdobnému stylu Johannese Brahmse, ale zejména k vlastnímu osobitému a samostatnému stylu "dvořákovskému", lze — i na základě souběžně vznikajících instrumentálních a písňových skladeb — datovat právě do let 1872-74 mezi obě verze Krále a uhlíře.
Dvořák napsal novou verzi v průběhu roku 1874, konkrétně I. jednání 17. dubna — 31. května, II. jednání 2. — 27. června, III. jednání 3. července — 12. srpna a nakonec předehru 29. října — 3. listopadu. Nová verze opery nese opusové číslo 14, v Burghauserově katalogu je zanesena jako B41.
Tentokrát byla opera Prozatímním divadlem přijata bez výhrad. Na podzim roku 1874 musel kvůli svému ohluchnutí vedení opery Prozatímního divadla opustit Bedřich Smetana ve prospěch svého rivala J. N. Maýra. Smetanovi bylo dříve jeho protivníky vyčítáno, že ve své funkci šéfa opery prosazoval vlastní tvorbu proti tvorbě jiných mladých domácích skladatelů, konkrétně právě Dvořáka. Nové vedení, které se proti Smetanovi vymezovalo, proto mělo zájem na rychlém uvedení Dvořákovy nové opery. Navíc novou verzi oceňovali i samotní hudebníci a zpěváci divadla a zkoušky tentokrát probíhaly bez potíží. Premiéra skutečně následovala již 24. listopadu 1874, tedy jen tři týdny poté, co Dvořák dokončil partituru.
Toto první nastudování Krále a uhlíře se setkalo s velkým kritickým i diváckým úspěchem, i když již tehdy bylo vytýkáno chabé libreto. Dočkalo se však jen čtyř představení.
Dvořák se k této verzi několikrát vrátil. Když v roce 1881 měla být opera opět uvedena v Prozatímním divadle (na pouhá dvě představení, která výjimečně dirigoval sám autor), napsal skladatel pro zpěváka Josefa Lva novou baladu do prvního dějství, která byla poprvé zpívána 28. ledna 1881. Pro první uvedení Krále a uhlíře v novém Národním divadle podrobil Dvořák v únoru až březnu 1887 operu hlubší revizi. Úpravy libreta provedl Václav Juda Novotný; v prvním a druhém dějství se omezil na drobné škrty a na četné stylistické zásahy, jež se však nedotýkaly hudebního zpracování. Dosavadní příliš "lidové" výrazivo a kresba charakterů byly uhlazeny a poněkud zploštěny. Zásadní změnu prodělalo třetí dějství, jež Novotný zcela přepsal; jeho stavbu zpřehlednil a zjednodušil, přičemž mj. vyškrtl epizodní postavy Evy, královny a Sekáčka. Dvořák toto dějství rovněž téměř úplně zkomponoval znovu, přičemž z původního znění převal jen některé pasáže, zejména původní balet. V této autorsky definitivní podobě (katalogové označení této revize je B151) byla obecenstvu představena poprvé 15. června 1887. Sedm představení Krále a uhlíře v tomto nastudování bylo rovněž posledními za Dvořákova života.
Král a uhlíř byl i později uváděn jen zřídka. Národní divadlo jej nastudovalo opět roku 1914 v zásadní úpravě Karla Kovařovice (tato podoba opery byla jako jediná také vydána, a to roku 1915) a opět roku 1956. Mezitím byla roku 1929 poprvé nastudována první verze Krále a uhlíře. V roce 1928 uvedlo Krále a uhlíře divadlo v Olomouci, roku 1950 divadlo v Opavě.

## Osoby a první obsazení
| osoba                                        | hlasový obor | premiéra 1. verze (28.5.1929) | premiéra 2. verze (22.11.1874) | premiéra revidované 2. verze (15.6.1887) |
| -------------------------------------------- | ------------ | ----------------------------- | ------------------------------ | ---------------------------------------- |
| král Matyáš                                  | baryton      | Hilbert Jan Vávra             | Josef Lev                      | Josef Lev                                |
| královna                                     | mezzosoprán  | Božena Kozlíková              | Karla Huttaryová               | —                                        |
| Jindřich, purkrabí                           | tenor        | Miloslav Jeník                | Jan Šára                       | Adolf Krössing                           |
| Eva                                          | soprán       | Marie Šponarová               | Ema Sáková                     | —                                        |
| Uhlíř Matěj                                  | bas          | Emil Pollert                  | Karel Čech                     | Vilém Heš                                |
| Anna, jeho žena                              | alt          | Anna Rejholcová               | Betty Hanušová                 | Betty Fibichová-Hanušová                 |
| Liduška, jejich dcera                        | soprán       | Ota Horáková                  | Marie Sittová                  | Hana Cavallárová                         |
| Jeník, mladý uhlíř                           | tenor        | Jaroslav Gleich               | Antonín Vávra                  | Karel Veselý                             |
| Sekáček                                      | bas          | Hanuš Thein                   | Ferdinand Koubek               | —                                        |
| Lovci, dvořané, stráže, uhlíři a jejich ženy |              |                               |                                |                                          |
| Dirigent                                     | Dirigent     | Otakar Ostrčil                | Adolf Čech                     | Mořic Anger                              |
| Režie                                        | Režie        | Ferdinand Pujman              | Edmund Chvalovský              | František Hynek                          |

## Děj opery
Opera se odehrává počátkem 17. století v křivoklátských lesích a na Pražském hradě.
Libreto první verze opery je dostupné na stránkách festivalu Dvořákova Praha.
Odkazy na pasáže hudby i libreta se týkají 2. verze opery (1874) ve znění revize z roku 1887, není-li uvedeno jinak.

### 1. dějství
(V křivoklátských lesích) Dvě skupiny rozveselených lovců se setkávají na konci honu (sbor první skupiny lovců Oddechu přejte veselé píli, sbor druhé skupiny lovců Když se honba dokonává a společný sbor Spěšme ku králi). Přichází purkrabí Jindřich (v 1. verzi je na tomto místě árie o jeho lásce k Evě Marně prchám v lesů hloubi) a ptá se po králi, který se však z lovu nevrátil. Na Jindřichův pokyn se lovci vyjíždějí hledat svého pána.
(Proměna — Lesní palouk před uhlířovou chatou) Před chýší, v níž žije uhlíř Matěje se svou ženou Annou a dcerou Liduškou, se mladý uhlíř Jeník domáhá na Lidušce, aby směl vstoupit. Liduška sice Jeníkovu lásku opětuje, má však strach, aby Jeníka nezahlídl její otec (duet Smím-li vstoupit na chvilinku?). Její obavy nejsou plané, zamilovaný párek brzy překvapí Liduščini rodiče. Po krátkém předstírání, že se jedná o náhodnou návštěvu, se Jeník a Liduškou přiznávají ke své lásce. Ta ostatně není pro rodiče tajemstvím, ale ti (a zejména Anna) považují Jeníka za příliš chudou partii a zakazují mladým lidem, aby se nadále vídal (kvartet Aj, aj, jaká to náhoda!). V tomto okamžiku přivádějí uhlíři k Matějovi neznámého vznešeného pána, který zabloudil v lese. Neočekávaná návštěva vyvolá mezi uhlíři a jejich zvědavými ženami pozdvižení. Matěj nabídne hostu pohoštění, ten si k překvapení a potěšení všech na prostém pokrmu rád pochutná. U uhlíře se mu líbí, zejména pak dcera Liduška. Představuje se jako Matyáš, což uhlíře Matěje potěší, neboť jsou jmenovci (Matyáš anebo Matěj, to je v Čechách jeden svatej). Host vypráví, že zabloudil na lovu, kde doprovázel krále (romance Vesele s králem hnal jsem se cvalem). Král — neboť to on je ve skutečnosti oním zbloudilcem — zaslechne zpovzdálí zvuk dud a na jeho vyzvání uhlíři přivádějí dudáka Víta ke stolu. Následuje veselý tanec, do kterého se všichni zapojí a Matěj s Annou zanotují i lidovou píseň (Nuž tedy dnes přejte nám ples!... Zapuďme, co srdce souží... Dudáčku náš, jakou to hráš?). Připozdívá se však, a tak se společnost rozloučí a modlitbou připravuje k spánku (Hospodine na výsosti).

### 2. dějství
(Před uhlířovou chatou) Teprve začíná svítat, král je již vzhůru (árie Nechce spánek v oči vstoupit). Zahlédne Lidušku, která se vykrádá na tajnou schůzku s Jeníkem (píseň Hle, tu jsem, milence čekám, přijde dnes?). Král ji svou přítomností překvapí; na jeho naléhání se mu svěřuje se svou láskou i soužením. Neznámý host jí nabízí pomoc, včetně vystrojení svatby, dá-li mu za to hubičku. Na to Liduška ráda přistoupí, ale právě tento okamžik zahlédne Jeník, kterého se zmocní záchvat žárlivosti a vrhne se na krále s nožem (Braň se, bídný svůdníku). Nebezpečnou potyčku musí ukončit až přispěchavší uhlíři. Ačkoli král a Lidka poskytnou vysvětlení, Jeníka to nijak neuspokojí. V téže chvíli přicházejí lovci v čele s Jindřichem (Zde náš, hle, pán). Král jim zapoví prozradit jeho totožnost a Matějovi s Annou děkuje za pohostinnost; na oplátku je zve o posvícení do Prahy (Zdrávi buďte, na shledání). Zatímco lovecká družina se vesele chystá k odchodu, Jeník je stále rozhořčen. Neuchlácholí jej ani smírná slova Matěje a Anny a rozhoduje se odejít na vojnu (píseň Nezůstanu s vámi, na vojnu se dám); naléhání uhlířovy rodiny nemůže jeho rozhodnutí zvrátit.

### 3. dějství (verze z roku 1887)
(Sál na Pražském hradě) Dvorská společnost tancuje gavotu. Ve společnosti je i Jeník, který se na vojně vyznamenal a je důstojníkem. Ten se však plesání neúčastní, naopak jej trápí vzpomínky na Lidušku (árie Jděte, nezávidím blaha vám... Ó, jak toužím k tobě, Lidko, duše má). Purkrabí Jindřich jej utěšuje, připomíná mu královu přízeň a prozrazuje mu, že dnes je posvícení a ke dvoru má přijít uhlíř Matěj s rodinou. Do společnosti přichází král (sbor  Buď zdráv, velemocný králi), který připravuje přítomné na svůj žert: nechal uhlíře s rodinou zatknout a obvinit ze zrady a Jeník je má soudit. Král sám se schová a stráže přivádějí Matěje a Annu. "Soud" jim klade za vinu vražedné spiknutí proti cizinci, který ostatně při svém pobytu u uhlíře stěží unikl ozbrojenému napadení. Matěj se pokouší o vysvětlení, Anna na otázky soudců odpovídá upřímně a prostořece. Liduška mlčí, ale když soud prohlašuje za hlavního viníka Jeníka a odsuzuje ho v nepřítomnosti k smrti, vystupuje na jeho obranu (árie Slyšte, rozvažte svůj soud!). Tehdy se jí Jeník dává poznat. Milenci si padají do náruče. Současně přichází král Matyáš a zdraví své hosty (Vítám vás tu, hosté milí!). Matěj, Liduška a Anna obdivují nádheru slavnosti, král je zve k tanci a pak ke stolu (sbor Hodujme, přátelé a píseň krále V radosti, lásce k žertu se mějte). Matěj se ještě po svém hostiteli domáhá náhrady za onen nešťastný polibek, který Matyáš vtiskl Lidušce, a král odevzdává Lidušku Jeníkovi. Teprve nyní se uhlířova rodina
dozvídá, že jejich tehdejší host je sám král. Liduška a Jeník se mohou oddat svému štěstí a ostatní zpívají chválu dobrotivému králi (sbor Věčná tobě, králi, sláva).

### 3. dějství (původní verze)
(Sál na Pražském hradě) Dvorská společnost tancuje. Jen Eva je zasmušilá (árie Ó, jak mdle a zdlouha plyne mi dnes čas). Vrací se však purkrabí Jindřich a s Evou se vášnivě vítá (duet Kouzelná kéž písně síla). Přichází král s královnou (sbor Pochválen buď na výsosti). Matyáš vybízí shromážděné k zábavě a sám slibuje vlastní šprým: dnes přišel uhlíř Matěj s Annou a Liduškou na posvícení a král je nechal již v bráně zatknout a předvést je se zavázanýma očima před trůn. Král je obviňuje, že u sebe přechovávali vojenského zběha. Když se společnost žertem dostatečně pobaví, sundává král Matějovi z očí pásku. Uhlířova rodina se okolní nádheře nestačí divit. Matyáš je zve k pohoštění, které chce Matěj přijmout jen z rukou "hospodyně", čemuž královna vyhoví (sbor Ha, nalejte do pohárů). Král se Lidušky vyptává na Jeníka, ten je však u vojska a v rodné vsi se neukázal. Při té příležitosti žádají Jindřich a Eva Matyáši o povolení sňatku, král tomu však brání, protože chce mít Evu u sebe coby dceru.
Poté přivádí důstojník Sekáček před krále spoutaného Jeníka a stěžuje si na něj (píseň Pozor nyní, milí braši... Zprvu řádný byl a dvorný). Jeník byl zprvu vzorný voják a vysloužil si povýšení, nyní však vzdychá po domově a pokusil se z vojska uniknout. Král jej hodlá potrestat tím, že jej ožení. Jeník se vzpouzí, neboť nechce zradit Lidušku — do té doby, než zjistí, že to ona je zamýšlenou nevěstou. Oba milenci i Matěj s Annou jsou spokojeni. Matěj je však v honosném prostředí nesvůj, Matyáš jej ale pobízí, aby byl hostem u něj stejně jako byl on hostem u Matěje. A uhlíř s rodinou tedy hodují a tančí (sbor Víno se již v číši pění... Strun libý zvuk). Ale Matěj chce ještě něco (árie Nuž poslyš, hned to zvíš): když on svému tehdejšímu hostu k vůli požehná sňatku své dcery a Jeníka, nechť tedy Matyáš ustoupí lásce Jindřicha a Evy. Král je rozezlen, královna jej chlácholí a ostatní jej upomínají o dané slovo (ansámbl Aj, přílišná má důvěra). Když to nepomáhá, Matěj hodlá ve zlém odejít domů, pryč od tohoto bezcitného přepychu (árie Les je otcem jaré síly). Matyáš nakonec povolí a teprve nyní se uhlířova rodina dozvídá, že je král. Mají strach, že krále urazili, ten jim však děkuje za ponaučení (V tobě k prsům lid svůj tlačím). Všichni chválí královu moudrost (sbor Co svět blaha má v svém lůnu).

## Nahrávky
Všechny existující nahrávky reprezentují druhou verzi opery s úpravami Karla Kovařovice.
- 1948 (rozhlasová nahrávka, nevydána). Zpívají (král Matyáš) Bořek Rujan, (Matěj) Karel Kalaš, (Anna) Ludmila Hanzalíková, (Jindřich) Oldřich Kovář, (Liduška) Štefa Petrová, (Jeník) Antonín Votava, (1. lovec) Bohuš Holubář, (2. lovec) Jan Soumar. Pražský rozhlasový orchestr a Pěvecký sbor Čs. rozhlasu v Praze řídí František Dyk[7]
- 1951 Rozhlasovou nahrávku písně Lidušky ze 2. dějství Hle, tu jsem, milence čekám z roku 1951 v podání Marie Tauberové vydal Radioservis, a.s., roku 2015 na CD „Česká romantická opera“ (CR0782-2).
- 1960 (rozhlasová nahrávka, nevydána). Zpívají (král Matyáš) Jindřich Jindrák, (Matěj) Eduard Haken, (Anna) Ivana Mixová, (Jindřich) Milan Karpíšek, (Liduška) Libuše Domanínská, (Jeník) Oldřich Spisar, (královský lovčí) Jiří Joran, (lovec) Rudolf Vonásek. Pražský rozhlasový orchestr a Pěvecký sbor Čs. rozhlasu v Praze řídí František Dyk[8]
- 1989 (vydáno 1996, Supraphon SU 3078-2 611). Zpívají (král Matyáš) René Tuček, (Matěj) Dalibor Jedlička, (Anna) Drahomíra Drobková, (Jindřich) Viktor Kočí, (Liduška) Jitka Svobodová, (Jeník) Miroslav Kopp, (1. kavalír) Štěpán Buršík, (2. kavalír) Jaroslav Prodělal. Orchestr a sbor Národního divadla v Praze řídí Josef Chaloupka. Tato výrazně zkrácená nahrávka vznikla pro účely televizní inscenace
- 2005 (Orfeo C 678 062 H). Zpívají (král Matyáš) Dalibor Jenis, (Matěj) Peter Mikuláš, (Liduška) Lívia Ághová, (Anna) Michelle Breedt, (Jeník) Michal Lehotsky, (Jindřich) Markus Schäfer. WDR Sinfonieorchester Köln, Pražský komorní sbor a WDR Rundfunkchor Köln řídí Gerd Albrecht.[9]
- 2019 nahrávka první verze opery, která byla provedena koncertně v rámci festivalu Dvořákova Praha dne 19. září 2019.[5] Z představení pořídil nahrávku Český rozhlas.[4]

## Televizní inscenace
Československá televize pořídila televizní inscenaci opery Král a uhlíř (oproti partituře značně zkrácenou) ve stejném obsazení jako výše zmíněná nahrávka z roku 1989. Režisérem inscenace byl Milan Macků. Inscenace byla poprvé vysílána 1. ledna 1991.